# 測量學

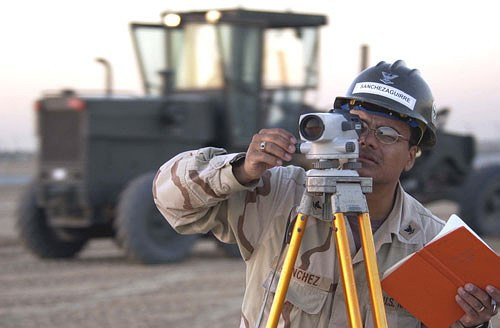

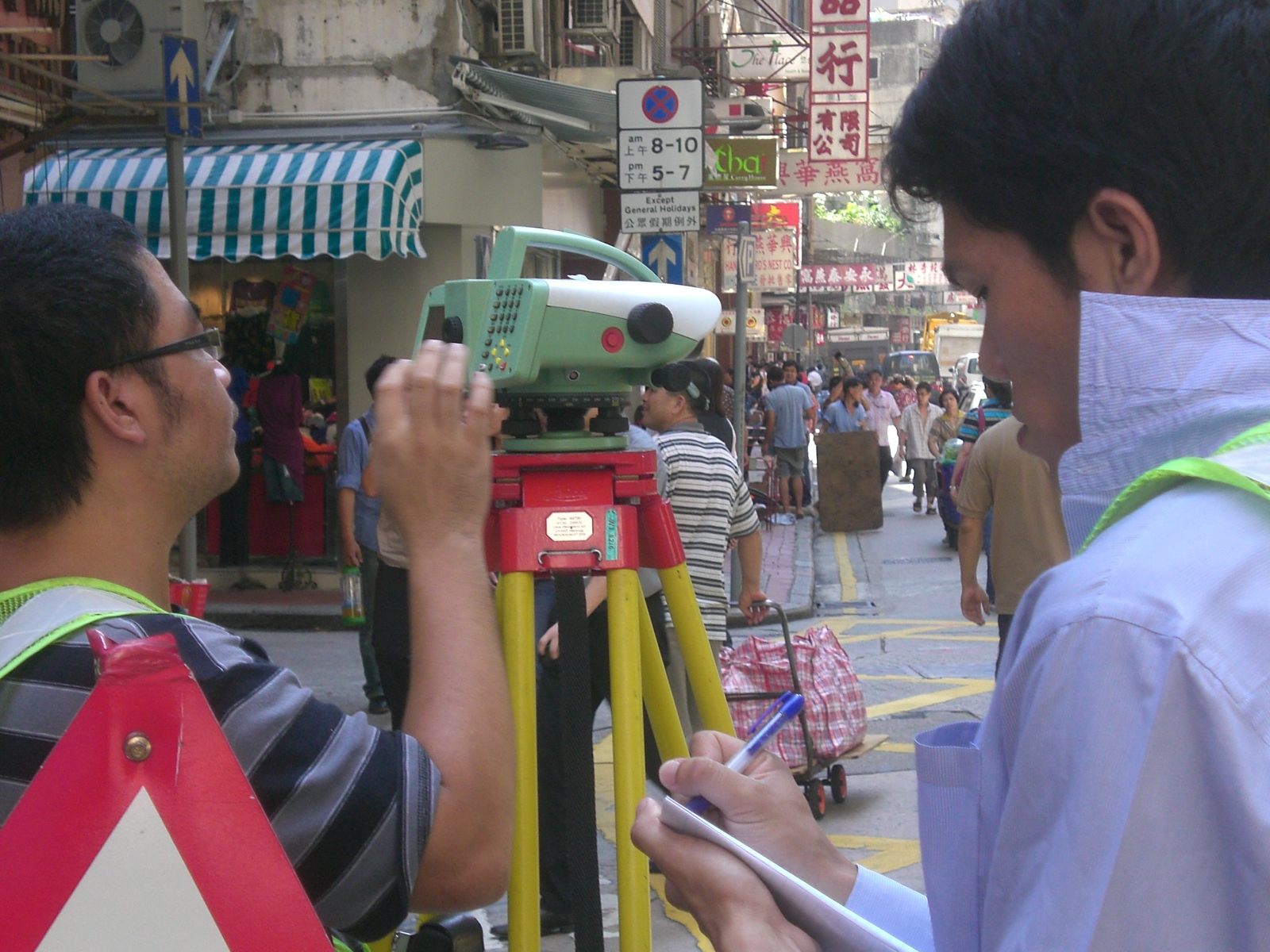
測量

測量學（英語：surveying）又称测绘学，是一門以地球形狀、大小以及地表上各物體的幾何形狀與空間位置為研究對象的學科。其利用適當方法和儀器對空間中的物體進行搜集、分析、加值、整合、管理等方法，讓人理解其空間上的關係，以利規劃與利用。
測繪學辭典的定義，是由小而大的解釋：研究如何應用各種儀器與方法，量度地表上各地形點位間之距離、方向及高程（elevation），從而決定其空間之相關位置（實用上供做繪製地圖或工程建設之需）；應用測量成果，進而探討地球形狀、大小等純學理研究；乃至於針對地球及其周遭環境之量測、處理、分析與應用之學術、科技與藝術。
测量在中国大陆、臺湾、日本等地一般指「测绘」；在香港延续英国的测量师业务，含义扩大，测量师大致可以分為以下分支：
- 建築測量（英语：Chartered Building Surveyor）（Building Surveying）：执业范围主要为建筑物建设监督，勘测，维修管理，安全检验，防火检验，投保估价，设施管理，勘测，空间规划等；类似中国大陆的注册监理工程师；中国大陆已和香港开展资格互认。
- 產業測量（General Practice）：执业范围主要为估价、房产租售、规划、发展顾问等；类似中国大陆的注册房地产估价师、台湾的不动产估价师；中国大陆已和香港开展资格互认。
- 土地測量：执业范围主要土地测绘、工程测绘、水文测绘、地籍测绘、地图绘制等；类似中国大陆的注册测绘师、台湾的测量技师，日本的测量士。
- 工料測量：执业范围主要为成本计划、价值管理、工程管理、合约、招标、工程结算、成本控制、财务管理、保险咨询、索赔等；类似中国大陆的注册造价工程师、日本的建筑积算；中国大陆已和香港开展资格互认。
- 规划及发展（Planning & Development）：执业范围主要城市规划、物业发展等。
- 物业与设施管理（Property and Facility Management）：执业范围主要为物业资产管理、企业房地产、物业管理、项目管理、设施管理等；类似中国大陆的注册物业管理师。

## 延伸阅读
[在维基数据编辑]
 《欽定古今圖書集成·曆象彙編·曆法典·測量部》，出自陈梦雷《古今圖書集成》